# Budljanka
Budljanka (ryska: Будлянка) är ett vattendrag i Belarus.   Det ligger i voblasten Mahiljoŭs voblast, i den östra delen av landet, 210 km öster om huvudstaden Minsk.
I omgivningarna runt Budljanka växer i huvudsak blandskog. Runt Budljanka är det glesbefolkat, med 12 invånare per kvadratkilometer.